# Esebeckhütte
Die Esebeckhütte ist eine Schutzhütte der Kategorie I der Sektion Murau des Österreichischen Alpenvereins. Sie liegt am Nordhang des Kreischberges in den Nockbergen.

## Geschichte
Ihren Namen bekam sie von Hofrat Heinrich Freiherr von Esebeck. Freiherr von Esebeck war von 1906 bis 1928 Vorsitzender der Sektion Murau des Deutschen und Österreichischen Alpenvereins und von 1903 bis 1919 auch Bezirkshauptmann. Die Sektion Murau errichtete die Hütte 1911 und hat sie in den Jahren 1975 bis 1980 erweitert.

## Zugänge
- Stadl - Esebeckhütte, Wanderung, Bezirk Murau, 6,2 km, 2,3 Std.
- Im Winter fährt man mit der Kreischbergbahn bis zum Gipfel. Von dort sind es nur 30 min Gehzeit bis zur Hütte.
- Im Sommer kann über einen Forstweg bis knapp unter die Hütte zugefahren werden (20 min Gehzeit). Ein Schrankenschlüssel liegt beim Hüttenwart auf.
- Ab Talstation Gondelbahn über Weg 131, Gehzeit 7 Std.[2]

## Hütten in der Nähe
- Bernhard-Fest-Hütte, Selbstversorgerhütte, Nockberge 1980 m ü. A.
- Murauer Hütte, bewirtschaftete Hütte, Nockberge 1583 m ü. A.
- Grazer Hütte, bewirtschaftete Hütte, Schladminger Tauern 1897 m ü. A.[3]

## Touren
- Kreichbergsee-Runde, Wanderung, Bezirk Murau, 1,6 km, 0,3 Std.
- Kreischbergrunde, Wanderung • Bezirk Murau, 8 km, 2,5 Std.
- 8-Gipfel-Wanderung, Wanderung, Bezirk Murau, 21,3 km, 8,5 Std.
- Kammwanderung Prankerhöhe 2166 m ü. A. über den Kreischberg, Wanderung, Bezirk Murau, 17 km, 5,5 Std.[4]

## Skitouren
- Höhenloipe am Kreischberg, Langlauf, Bezirk Murau, 2 km, 0,5 Std.
- Kreischberg 1981 m ü. A., Rosenkranzhöhe 2118 m ü. A., Kirbisch 2140 m ü. A., Schneeschuh, Region Murau, 8,4 km, 2,5 Std.
- Zirbenwanderweg, Winterwanderung, Bezirk Murau, 1,2 km, 2 Std.[5]